# Phaeomolis ochreogaster
Phaeomolis ochreogaster är en fjärilsart som beskrevs av James John Joicey och Talbot 1917. Phaeomolis ochreogaster ingår i släktet Phaeomolis och familjen björnspinnare. Inga underarter finns listade i Catalogue of Life.